# Drymoluber brazili
Drymoluber brazili är en ormart som beskrevs av Gomes 1918. Drymoluber brazili ingår i släktet Drymoluber och familjen snokar. Inga underarter finns listade i Catalogue of Life.
Arten förekommer i Sydamerika från delstaterna Ceará och Bahia i östra Brasilien till Paraguay. Honor lägger ägg. Denna orm lever i kulliga områden och i bergstrakter mellan 300 och 1050 meter över havet. Den vistas i Atlantskogen i savannlandskapet Cerradon och i liknande habitat.
Regionala bestånd hotas av landskapets omvandling till jordbruks- och betesmarker. Hela populationen anses vara stor. IUCN listar arten som livskraftig (LC).